# Panneau routier d'indication d'un passage pour piétons en France
Le panneau routier d'indication d'un passage pour piétons est, en France, un panneau de signalisation carré à fond bleu, bordé d’un listel, portant en son centre un pictogramme de couleur blanche représentant une personne sur un passage piéton. Il indique à l’usager de la route que l'espace situé au-delà du panneau est un  passage pour piétons. Il est codifié C20a.

## Histoire
Ce signal a été créé en 1977.

Un ancien pictogramme (voir la deuxième image dans la section « Usage ») a existé et le pictogramme actuel est consigné par l’arrêté du 26 décembre 2000.

C20a - Arrêté des 6 et 7 juin 1977 (France) - Modèle périmé
C20a - Arrêté de 2000 - Modèle en vigueur.

## Usage
La signalisation d’une traversée de la chaussée par un passage destiné aux piétons est facultative.
Le panneau C20a ne peut être implanté que si le marquage du passage pour piétons prévu à l’article 118 de la 7e partie a été réalisé. Le panneau C20a doit être exclusivement implanté en signalisation de position. Il doit être complété par le panonceau M9d si le passage pour piétons est surélevé (ralentisseur de type trapézoïdal)
La signalisation avancée est réalisée conformément à l’article 40 de la 2e partie. Il s’agit du signal A13b.

### Utilisations du panneau C20a

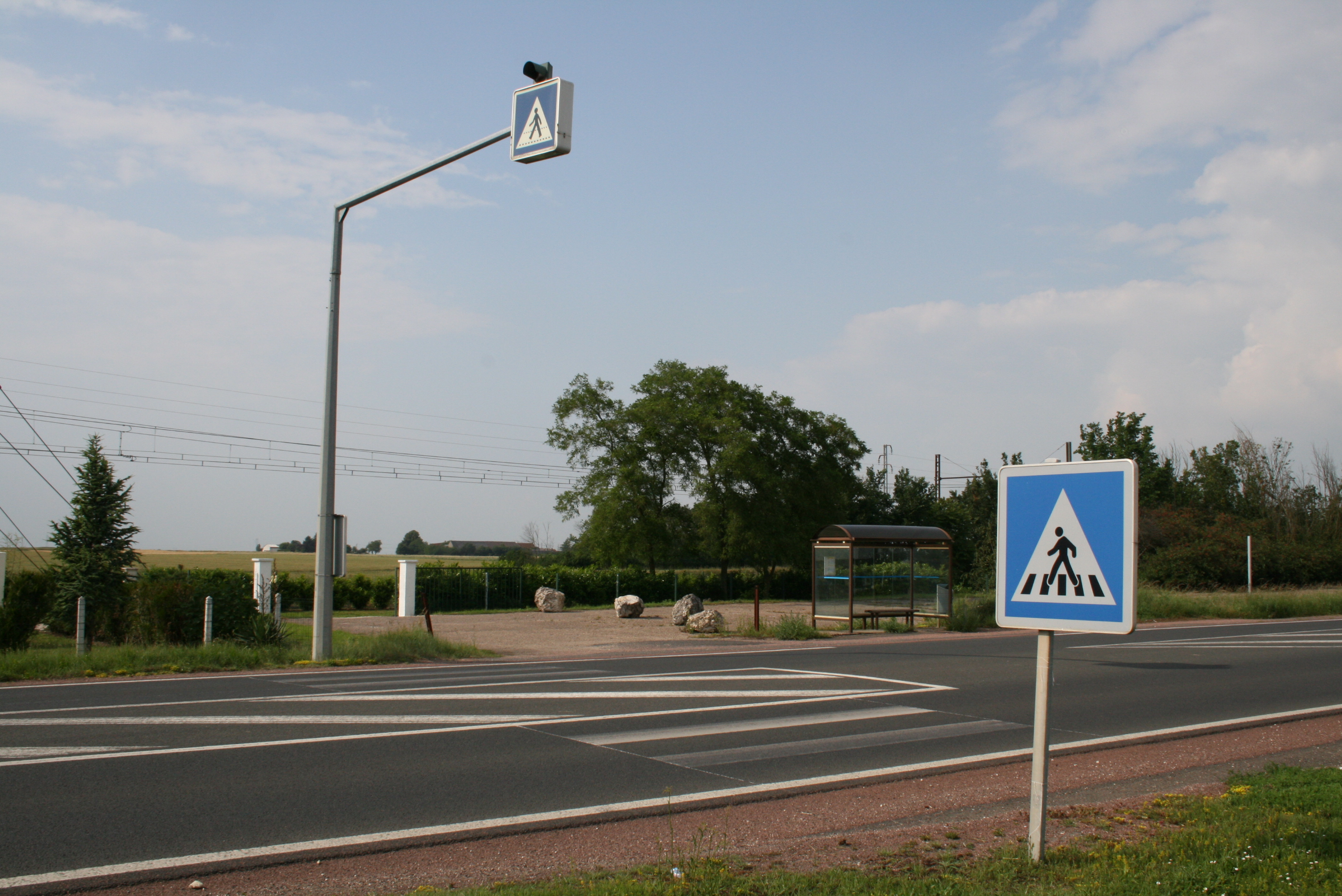
Panneau posé sur potence
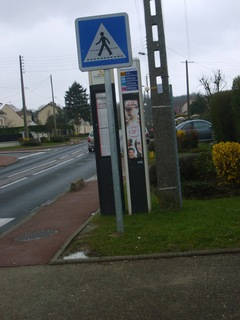
Ancien modèle. N'étant plus conforme, ce panneau a pourtant été placé en 2007.
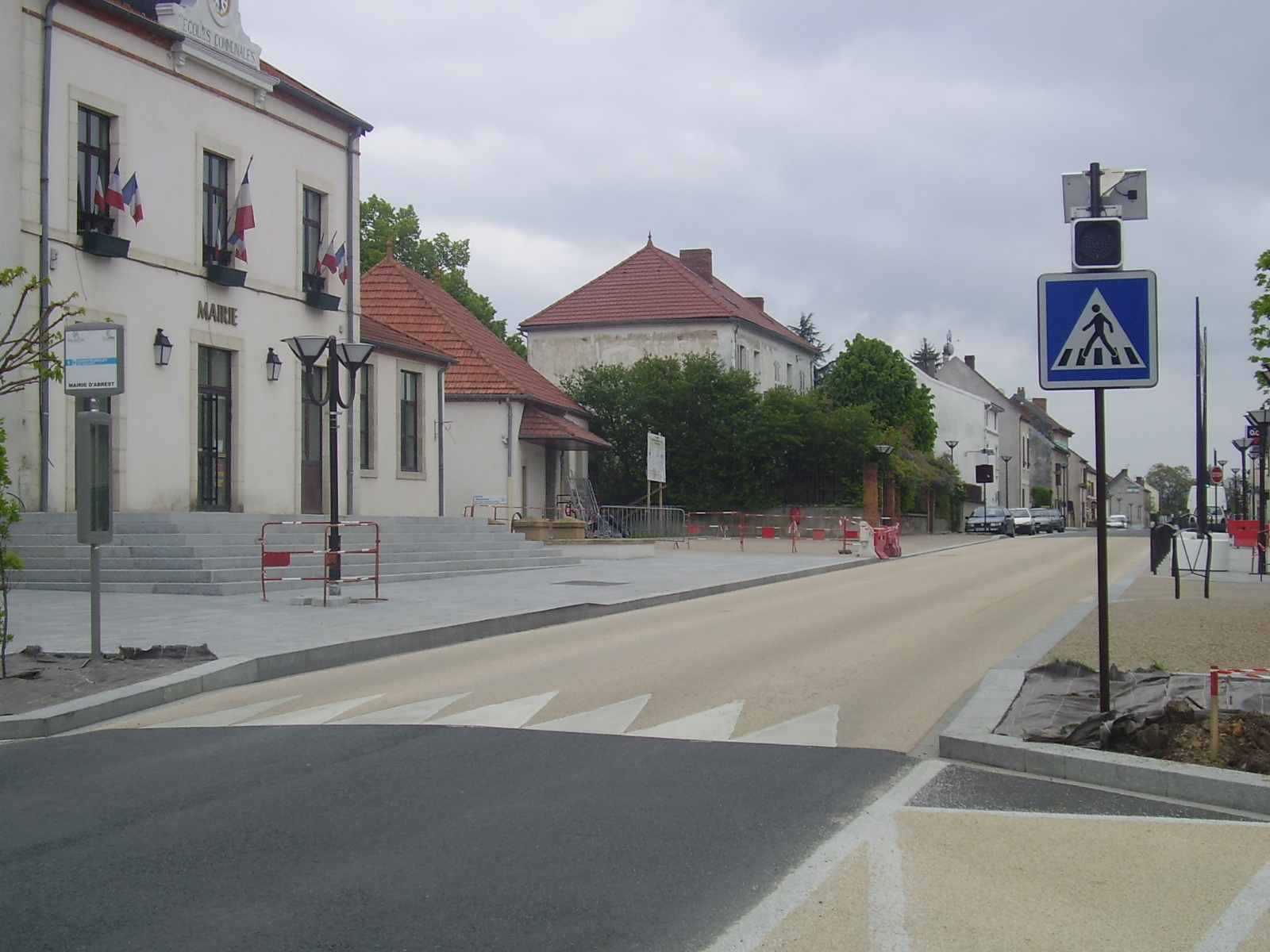
Le panneau C20 est placé pour signaler un passage piétons alors qu’il s’agit d’un ralentisseur, il aurait dû être complété par le panonceau M9d. Pourtant situé dans une zone 30, ce panneau a été mis en place en mai 2010.
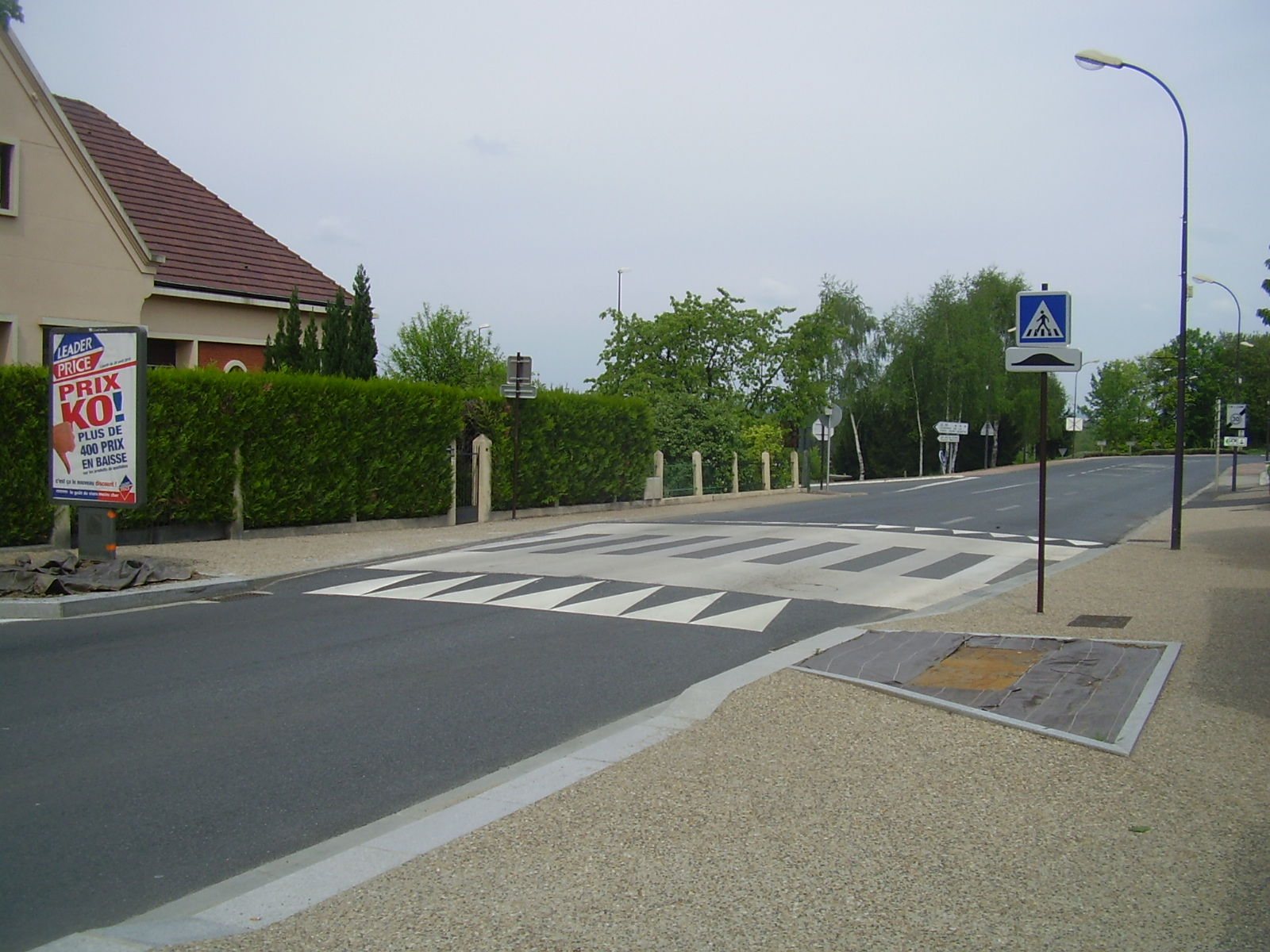
Cas où le passage pour piétons est surélevé. Le panonceau n’a pas la même dimension que le panneau qu’il complète (erreur), ces panneaux ont été mis en place en 2009 (le panonceau sera remplacé en 2010).

## Caractéristiques
Il existe sept gammes de dimensions pour le panneau d'indication C20a, de forme carrée, contrairement aux autres familles de panneaux triangulaires, ronds ou le STOP qui en comprennent cinq. Les deux dimensions complémentaires sont les dimensions dites « supérieure » (1 200 mm de côté nominal) et « exceptionnelle » (1 500 mm de côté nominal).

## Implantation

### Distance latérale
Sauf contrainte de site, la distance entre l'aplomb de l'extrémité du panneau situé du côté de la chaussée et la rive voisine de cette extrémité ne doit pas être inférieure à 0,70 m.
En rase campagne, les panneaux sont placés en dehors de la zone située en bord de chaussée et traitée de telle façon que les usagers puissent y engager une manœuvre de redirection ou de freinage dite « zone de récupération », ou leur support au minimum à 2 m du bord voisin de la chaussée, à moins que des circonstances particulières s'y opposent (accotements étroits, présence d'une plantation, d'une piste cyclable, d'une voie ferrée, etc.).
En agglomération, les panneaux sont placés de manière à minimiser la gêne des piétons.
Le support d'un signal peut aussi être implanté sur une propriété riveraine ou ancré à une façade après accord du propriétaire ou par application si cela est possible en vertu du décret-loi du 30 octobre 1935 et du décret 57180 du 16 février 1957.

### Hauteur au-dessus du sol
En rase campagne, la hauteur réglementaire est fixée en principe à 1 m (si plusieurs panneaux sont placés sur le même support, cette hauteur est celle du panneau inférieur), hauteur assurant généralement la meilleure visibilité des panneaux frappés par les feux des véhicules. Elle peut être modifiée compte tenu des circonstances locales soit pour assurer une meilleure visibilité des panneaux, soit pour éviter qu'ils masquent la circulation .
En agglomération, lorsqu’il y a un éclairage public, les panneaux peuvent être placés à une hauteur allant jusqu'à 2,30 m pour tenir compte notamment des véhicules qui peuvent les masquer, ainsi que de la nécessité de ne gêner qu'au minimum la circulation des piétons.

### Position de la face
Le plan de face avant d'un panneau implanté sur accotement ou trottoir doit être légèrement incliné de 3 à 5° vers l'extérieur de la route afin d'éviter le phénomène de réflexion spéculaire qui peut, de nuit, rendre le panneau illisible pendant quelques secondes.

## Visibilité de nuit
Les panneaux et panonceaux de signalisation doivent être visibles et garder le même aspect de nuit comme de jour. Les signaux de danger sont tous rétroréfléchissants ou éventuellement dans certaines conditions définies ci-dessous, éclairés.
Les revêtements rétroréfléchissants doivent avoir fait l'objet, soit d'une homologation, soit d'une autorisation d'emploi à titre expérimental. La rétroréflectorisation porte sur toute la surface des panneaux et panonceaux à l'exception des parties noires ou grises.